# Joeropsis unidentata
Joeropsis unidentata is een pissebed uit de familie Joeropsididae. De wetenschappelijke naam van de soort is voor het eerst geldig gepubliceerd in 1997 door Kensley, Ortiz & Schotte.